# Greg Grandin
Greg Grandin (né le 13 septembre 1962) est un historien et auteur américain. Il est professeur d'histoire à l'Université Yale? Il a auparavant enseigné à l'Université de New York.

## Biographie
Greg Grandin obtient un BA du Brooklyn College en 1992 et un doctorat de l'Université Yale en 1999.
Il remporte le prix Bryce Wood de l'Association des études latino-américaines pour le meilleur livre publié sur l'Amérique latine pour Blood of Guatemala: A History of Race and Nation. Eric Hobsbawm qualifie The Last Colonial Massacre d'« œuvre remarquable et extrêmement bien écrite ».
Il est l'auteur de plusieurs livres, dont Fordlândia : The Rise and Fall of Henry Ford's Forgotten Jungle City, qui est finaliste pour le prix Pulitzer d'histoire, ainsi que pour le National Book Award et un National Book Critics Circle Award.
Un livre plus récent, Who is Rigoberta Menchú ?, se concentre sur le traitement réservé à la lauréate guatémaltèque du prix Nobel de la paix. Son livre de 2014, The Empire of Necessity: Slavery, Freedom, and Deception in the New World, est une étude de la base factuelle de la nouvelle Benito Cereno d'Herman Melville.
En 2020, Grandin reçoit le Prix Pulitzer de l'essai pour The End of the Myth: From the Frontier to the Border Wall in the Mind of America.
Grandin publie de nombreux articles sur la politique étrangère américaine, la guerre froide et la politique latino-américaine. Après la mort de Chávez, Grandin publie une longue nécrologie dans The Nation, estimant que « le plus gros problème auquel le Venezuela a été confronté pendant son règne n'était pas que Chávez était autoritaire mais qu'il ne l'était pas assez ».
Au cours de l'été 2009, il rend compte du coup d'État du Honduras, apparaissant à plusieurs reprises sur Democracy Now! et écrit une série de reportages dans The Nation et ailleurs sur les conséquences du renversement du président hondurien Manuel Zelaya.
Grandin travaille comme consultant auprès de la Commission de clarification historique (espagnol : Comisión para el Esclarecimiento Histórico, ou CEH), la commission vérité guatémaltèque, et a écrit un certain nombre d'articles sur sa méthodologie, notamment son jugement sur le Génocide, et son utilisation de l’analyse historique.
Grandin est élu à l'Académie américaine des arts et des sciences en avril 2010.

## Publications
- The blood of Guatemala: a history of race and nation, Duke University Press, 2000 (ISBN 978-0-8223-2495-9, lire en ligne )
- The last colonial massacre: Latin America in the Cold War, University of Chicago Press, 2004 (ISBN 978-0-226-30571-4)
- Empire's Workshop: Latin America, the United States, and the Rise of the New Imperialism, Macmillan, 2007 (ISBN 978-0-8050-8323-1)
- Fordlandia: The Rise and Fall of Henry Ford's Forgotten Jungle City, Macmillan, 2010 (ISBN 978-0-312-42962-1)
- Who Is Rigoberta Menchu?, Verso, 2011,  (ISBN 978-1-84467-458-9)
- The Empire of Necessity: Slavery, Freedom, and Deception in the New World, Metropolitan Books, 2014,  (ISBN 9780805094534)
- Kissinger's Shadow: The Long Reach of America's Most Controversial Statesman, Metropolitan Books, 2015,  (ISBN 9781627794497)
- "The Strange Career of American Exceptionalism", The Nation, January 2/9, 2017, pp. 22–27.
- The End of the Myth: From the Frontier to the Border Wall in the Mind of America, Metropolitan Books, 2019,  (ISBN 9781250179821)
- "Kissinger Still at Large at 100", The Nation, vol. 316, no. 11 (May 29/June 5, 2023), pp. 16–19. "We now know much more about Kissinger's crimes, the immense suffering he caused during his years in public office." (p. 19.)